# La Ferme de la vallée
La Ferme de la vallée est un tableau du peintre romantique britannique John Constable. Il est daté de 1835. Il s'agit d'une peinture à l'huile sur toile qui mesure 147,3 × 125 cm conservée à la Tate Gallery de Londres.

## Description
Cette œuvre a été réalisée par Constable et retouchée à diverses reprises, parvenant difficilement  à être satisfait du « grain » la «neige» qui couvraient la toile et pour lesquels il a été spécialement critiqué. La neige de Constable est une technique utilisée par lui et devenue fameuse, idéale pour traduire les changements atmosphériques. La peinture d'abord exposée  à la Royal Academy mais le peintre la remania encore ensuite. Avant d'être achevée, le peintre l'a vendue pour 300 livres, la plus grosse somme qu'il ait obtenue pour une œuvre.
Il représente ici la maison du paysan Willy Lott à Flatford, qui apparaît aussi dans son célèbre tableau La Charrette de foin. Il s'agit d'une maison dans la vallée de la rivière Stour.
Il dépeint une vue romantique d'un paysage d'automne, dominée par des tonalités brunes et dorées. Il y manque cependant la luminosité brillante des œuvres maîtresses de Constable.